# Eduard Schulz (Pianist)
Eduard Schulz (* 18. Februar 1812 in Wien; † 15. September 1876 in London) war ein österreichisch-britischer Pianist, Physharmonikaspieler und Lyriker.

## Leben und Wirken
Eduard Schulz trat schon als Kind gemeinsam mit seinem Bruder, dem Gitarristen Leonhard Schulz, europaweit auf, darunter in Düsseldorf, London und in Berlin. Wie sein Bruder galt er als ein Wunderkind.
Er übersiedelte um 1830 mit seinem Bruder nach England, wo er einige Jahre als Musikdirektor des Duke of Devonshire tätig war.
Unter dem Pseudonym Edouard Ferrand publizierte er 1834 Gedichte, die zum Teil von mehreren Komponisten wie Johannes Brahms und Ernst Hermann Seyffardt vertont wurden.

## Vertonungen
Das Gedicht Der Rosenstrauch vertont von
- Franz Abt: Die Jahre vergehen, op. 495 (Fünf Gesänge für vierstimmigen Männerchor) no. 2 (1877)
- Gustava Bley: Der Rosenstrauch, op. 22 no. 2 (1896)
- Ferdinand Möhring: Der Rosenstrauch, op. 104 (Sechs Gesänge für 1 Singstimme mit Pianoforte) no. 3 (1882)
- Carl Gottlieb Reißiger: Das Kind schläft unter dem Rosenstrauch, op. 101 (Gesänge und Lieder) no. 2 (1835)
- Louis Spohr: Der Rosenstrauch, op. 105 no. 2 (1838).

Das Gedicht Ein Gedanke wurde vertont von
- Robert Schumann: Ein Gedanke, WoO. 26 no. 1 (1840)

Das Gedicht Ein Mägdlein saß am Meeresstrand wurde vertont von
- Treue Liebe, Johannes Brahms, op. 7 (Sechs Gesänge) no. 1 (1852)
- Treue Liebe, Ernst Hermann Seyffardt, op. 10 no. 3 (1875)